# 発券
発券（はっけん）とは、証券類を発行することである。

## 概要
証券には有価証券と証拠証券があるが、日常的に接する発券行為は金券や乗車券、宝くじなどの有価証券の場合が多い。証拠証券の発券で身近なものとしては、紙幣の発行がある。

## 情報技術の発達による影響
発券はチケットや証書など形として残る物を渡していたが、情報技術（IT）の発達、インフラ設備が整ってきたことに伴い、電子情報としてのみ発券情報を記録し、電子情報のやりとりのみで決済等が行われたり（電子マネー）、実際にチケットを発行しない形体（チケットレス）が拡大している。電子決済やチケットレスの拡大は単なるコストの削減に留まらず、新たな市場が生まれるとして期待されている。

## 主な例
日本銀行券の発券
紙幣の発行。なお、日本の中央銀行である日本銀行は「発券銀行」と呼ばれている。
乗車券の発行
JRのみどりの窓口における乗車券の発行。発券、発行という言葉にはこだわっていないのか、自動券売機は自動定期券発売機と呼ばれている。
コンビニに設置されているマルチメディアキヨスク端末によるクーポン券などの発行。

## その他
- 株券も有価証券のため発券する必要があるが、取引の合理化等の観点から「株券不発行制度」に移行する。詳細は株券#株券不発行制度と株券不発行の原則化、有価証券のペーパーレス化を参照。
- また、株式会社が上場廃止となった場合、商法によって発行済み株券を発券し、株主に渡さなければならないと定められている。このため、2006年に証券取引法違反の疑いで上場廃止となるライブドア（発行済み株式10億株）は、売買単位が1株だったこともあり（通常は100～1,000株が多い）、大量の株券を発券する必要に迫られた。